# Bewegung (Physik)
Als Bewegung im physikalischen Sinne versteht man die Änderung des Ortes eines Massenpunktes oder eines physikalischen Körpers mit der Zeit.
Die zwei Fachgebiete der Physik, die sich als Bewegungslehre mit der Bewegung befassen, sind:
- die Kinematik als Lehre der Beschreibung von Bewegung
- die Dynamik (in der Technischen Mechanik: die Kinetik) als Lehre der Ursachen von Bewegung

## Bewegung von Massenpunkten
Ein Massenpunkt ist die theoretische Idealisierung eines physikalischen Körpers. Man geht davon aus, dass die gesamte Masse des Körpers in einem einzelnen Punkt vereinigt ist, und dass dadurch Rotationen des Körpers um seine eigene Achse für die Beschreibung der Bewegung unerheblich sind.
Die Gesamtheit aller Orte, an denen sich ein solcher Massenpunkt im Laufe einer Bewegung befindet, nennt man Bahnkurve oder Trajektorie. Bahnkurven sind immer ununterbrochen (d. h. im mathematischen Sinne stetig) und, sofern die Bewegung in keinem Punkt der Bahnkurve zum Stillstand kommt, auch glatt (d. h. im mathematischen Sinne differenzierbar). Ist zu jedem Zeitpunkt {\displaystyle t} der Ort {\displaystyle {\vec {r}}} bekannt, bezeichnet man die Funktion {\displaystyle {\vec {r}}(t)} als Weg-Zeit-Gesetz der Bewegung.

### Relativität der Bewegung
Zur eindeutigen Beschreibung des Ortes, der Geschwindigkeit usw. ist ein Bezugssystem erforderlich, das sowohl den Koordinatenursprung als auch den Zustand der Ruhe definiert. Das Bezugssystem kann willkürlich gewählt werden; jedoch hängt die Beschreibung der Bewegung von dieser Wahl ab. In der Regel wird angenommen, dass sich der Beobachter selbst in Ruhe befindet. Da verschiedene Beobachter dieselbe Bewegung unterschiedlich beschreiben, beinhaltet eine passende Formulierung oft den Begriff der „Relativbewegung“. Eine Person auf dem Beifahrersitz eines fahrenden Autos bewegt sich beispielsweise aus der Sicht eines Fußgängers am Fahrbahnrand (sprich: „relativ“ zum Fußgänger), während sie aus Sicht des Fahrers ruht.

### Geschwindigkeit und Beschleunigung
Die Geschwindigkeit ist das Verhältnis der Länge eines kleinen, zumindest näherungsweise geraden Stückes der Bahnkurve zu der Zeitspanne, die der Massenpunkt braucht, um dieses Wegstück zurückzulegen. Je kleiner das Wegstück, desto genauer lässt sich einem Ort und Zeitpunkt eine bestimmte Momentangeschwindigkeit zuordnen. Die Geschwindigkeit hat eine Richtung, die der Bewegungsrichtung zum jeweiligen Zeitpunkt entspricht, und einen Betrag, der umgangssprachlich oft als Tempo bezeichnet wird. Die Geschwindigkeit ist ein Vektor, der am betreffenden Punkt tangential zur Bahnkurve liegt.
Beim Fortschreiten auf der Bahnkurve kann sich sowohl der Betrag als auch die Richtung der Geschwindigkeit ändern. Umgangssprachlich wird das erste als Beschleunigen oder Abbremsen bezeichnet, das zweite oft als Abbiegen oder „einen Bogen machen“. In Physik und Technik wird für alles zusammen der Begriff Beschleunigung verwendet. Die Beschleunigung ist ein Vektor, der als das Verhältnis der Änderung des Geschwindigkeitsvektors zu der Zeitspanne, in der sich diese Änderung vollzieht, definiert ist. Eine Tangentialbeschleunigung ändert nur den Betrag, eine Normalbeschleunigung nur die Richtung der Geschwindigkeit. Im allgemeinen Fall ergibt die Vektorsumme aus Tangentialbeschleunigung und Normalbeschleunigung den gesamten Beschleunigungsvektor.
Mathematisch gesehen ist das Weg-Zeit-Gesetz eines punktförmigen Objektes, also der Ortsvektor {\displaystyle {\vec {r}}(t)}, eine stetige Funktion der Zeit. Ist sie auch differenzierbar, bildet die erste Ableitung den Geschwindigkeitsvektor, die zweite Ableitung den Beschleunigungsvektor.

### Dynamik des Massepunktes
In der Newtonschen Mechanik werden Bewegungen durch Kräfte beeinflusst. Newton fasste die Wirkung der Kräfte in den drei Newtonschen Gesetzen zusammen:
1. Trägheitssatz: Wenn keine äußeren Kräfte auf einen Massepunkt wirken oder – was gleichbedeutend ist – wenn er sich im Kräftegleichgewicht befindet, ändert sich sein Bewegungszustand nicht. Das bedeutet, dass sich weder die Bewegungsrichtung noch der Betrag der Geschwindigkeit ändern. Der Massepunkt bewegt sich also gleichförmig und geradlinig.
2. Grundgleichung der Mechanik: Wenn eine resultierende Kraft {\displaystyle {\vec {F}}} an einem Massepunkt angreift, so erfährt dieser eine Beschleunigung {\displaystyle {\vec {a}}}, die umso größer ist, je stärker die Kraft und je kleiner seine Masse {\displaystyle m} ist. Dies wird durch die Gleichung {\displaystyle {\vec {F}}=m{\vec {a}}} ausgedrückt.
3. Wechselwirkungsprinzip („actio = reactio“): Wenn ein Körper eine Kraft auf einen zweiten Körper ausübt, so erfährt er von diesem ebenso eine Kraft. Die beiden Kräfte haben denselben Betrag, aber entgegengesetzte Richtungen.

Aus dem zweiten Newtonschen Gesetz ergibt sich die Bewegungsgleichung als eine Differentialgleichung, deren Lösung das Weg-Zeit-Gesetz ist. In der klassischen Mechanik sind die Bewegungsgleichungen gewöhnliche Differentialgleichungen zweiter Ordnung in der Zeit. Durch die Festlegung von Ort und Geschwindigkeit zu einem bestimmten Zeitpunkt als Anfangsbedingungen ist die weitere Zeitentwicklung eindeutig bestimmt. Mit anderen Worten: Kennt man alle angreifenden Kräfte, so kann man – ausgehend von den Anfangsbedingungen – die Bewegung des Objekts vorhersagen oder auch zurückrechnen. In der klassischen Mechanik verhalten sich die Bewegungen von Massepunkten also streng deterministisch. Von einer chaotischen Bewegung spricht man jedoch, wenn die Bewegungsgleichung so beschaffen ist, dass kleinste Änderungen in den Anfangsbedingungen große Änderungen in der sich ergebenden Bewegung zur Folge haben. Dann ist eine Voraussage der zukünftigen Entwicklung des Systems de facto nicht möglich. Ein Beispiel hierfür ist das Dreikörperproblem.
Neben den Newtonschen Bewegungsgleichungen gibt es noch andere Formulierungen der Dynamik, siehe hierzu D’Alembertsches Prinzip, Lagrange-Formalismus und Hamiltonsche Mechanik.

#### Impuls
Da das Verhalten eines Massepunktes ganz wesentlich von seiner Trägheit abhängt, die durch seine Masse {\displaystyle m} gegeben ist, ist es oft sinnvoll, die Bewegung nicht durch die Geschwindigkeit {\displaystyle {\vec {v}}}, sondern durch den Impuls {\displaystyle {\vec {p}}=m{\vec {v}}} zu beschreiben. Für diesen gilt:
- Solange keine Kräfte wirken, ändert sich der Impuls nicht. (Impulserhaltungssatz)
- Impuls kann von einem Körper auf einen anderen übertragen werden. Dabei wirkt eine Kraft zwischen den beiden Körpern.
- Die angreifende Kraft bestimmt die Rate, mit der sich der Impuls eines Körpers mit der Zeit ändert.
- Betrachtet man mehrere Massepunkte, die sich gegenseitig beeinflussen, aber keine äußeren Kräfte erfahren, so ändert sich der Gesamtimpuls nicht. Der Schwerpunkt des Systems bewegt sich dann gleichförmig und geradlinig. (Schwerpunktsatz)

#### Kinetische Energie
Jeder Massepunkt, der sich bewegt, besitzt eine gewisse Bewegungsenergie, auch „kinetische Energie“ genannt. In der nichtrelativistischen Mechanik berechnet sich die kinetische Energie nach der Gleichung: {\displaystyle E_{\mathrm {kin} }={\frac {1}{2}}mv^{2}={\frac {p^{2}}{2m}}}.

## Bewegung starrer Körper
Die Bewegung eines starren Körpers lässt sich in die Bewegung des Schwerpunktes (Translation) und Drehbewegungen des Körpers um Achsen, die durch den Schwerpunkt gehen, zerlegen. Für ersteres gilt dasselbe wie für Massepunkte beschrieben. Die Bewegungsgleichungen für die Rotation heißen Eulersche Gleichungen. Stabile Drehbewegungen ergeben sich nur um diejenigen Achsen, bezüglich derer das Trägheitsmoment des Körpers minimal oder maximal ist.

## Bewegung von Flüssigkeiten und Gasen
Die Bewegung von deformierbaren Körpern (insbesondere Flüssigkeiten und Gase) lässt sich nicht mehr durch einige wenige Bahnkurven beschreiben.
Je nach Art der Bewegung unterscheidet man folgende Fälle:
- stationäre Strömung: Das Strömungsbild ist zeitlich konstant.
- laminare Strömung: Das Fluid lässt sich in einzelne Strömungsfäden zerlegen, die sich nicht vermischen.
- turbulente Strömung: Die Strömung ist weder stationär noch laminar. Es treten in allen Größenskalen Verwirbelungen auf.

Bei der Charakterisierung einer Strömung hilft die Reynolds-Zahl.
Die Bewegungsgleichungen von Flüssigkeiten und Gasen sind die Navier-Stokes-Gleichungen. Sie werden aus der Grundgleichung der Mechanik hergeleitet.

## Spezielle Formen der Bewegung einzelner Objekte

### Geradlinig gleichförmige Bewegung
Von geradlinig gleichförmiger Bewegung spricht man, wenn die Bahnkurve ein Geradenabschnitt ist und die Geschwindigkeit an jedem Punkt der Bahn die gleiche ist. Eine geradlinig gleichförmige Bewegung liegt genau dann vor, wenn die Beschleunigung überall Null ist.

### Gleichmäßig beschleunigte Bewegung
Bei einer gleichmäßig beschleunigten Bewegung hat die Beschleunigung in jedem Punkt der Bahnkurve den gleichen Betrag und die gleiche Richtung. Die Bahnkurve einer gleichmäßig beschleunigten Bewegung ist entweder ein Geradenabschnitt oder eine Parabel.

### Kreisbewegung
Bei einer Kreisbewegung ist die Bahnkurve kreisförmig. Der Geschwindigkeitsvektor bildet zu jedem Zeitpunkt mit dem Radius einen rechten Winkel und zeigt daher in tangentiale Richtung. Wenn bei einer Kreisbewegung der Betrag der Geschwindigkeit überall gleich ist, dann handelt es sich um die gleichförmige Kreisbewegung. Bei ihr ist die Tangentialbeschleunigung gleich Null und die Normalbeschleunigung stets zum Kreismittelpunkt gerichtet.

### Periodische Bewegung
Bei einer periodischen Bewegung kehrt das Beobachtungsobjekt nach einer gewissen Zeit, der Periodendauer, wieder an den Ausgangsort zurück und hat dabei die gleiche Richtung und die gleiche Geschwindigkeit. Periodische Bewegungen haben geschlossene Bahnkurven. Die Kreisbewegung ist ein Spezialfall einer periodischen Bewegung.

### Harmonische Schwingung
Ein weiteres Beispiel einer periodischen Bewegung ist die harmonische Schwingung, bei der die Veränderung des Ortes mit der Zeit einer Sinus-Funktion folgt. Ein klassisches Beispiel für einen harmonisch schwingenden Gegenstand ist ein Federpendel. Allgemein schwingt jedes Objekt harmonisch, das geringfügig aus einer Gleichgewichtslage ausgelenkt wird. Durch Fourieranalyse lässt sich jede periodische Bewegung als Summe aus harmonischen Schwingungen darstellen, deren Frequenzen ganzzahlige Vielfache der Grundfrequenz, dem Kehrwert der Periodendauer, sind.

### Ergodische Bewegung
Bei einer ergodischen Bewegung füllt die Bahnkurve einen Raumausschnitt gleichmäßig.

## Statistische Betrachtung von zahlreichen Objekten
Die Bewegungen einer großen Zahl gleichartiger Objekte, z. B. der Moleküle eines Gases, beschreibt man statistisch. Dabei bezeichnet man die Gesamtheit aller möglichen Bewegungszustände aller Objekte, die mit den gemessenen Zustandsgrößen (z. B. Energie, Volumen und Teilchenzahl) verträglich sind, als Ensemble. Man postuliert dann, dass alle möglichen Bewegungszustände gleich wahrscheinlich sind und leitet daraus Aussagen über Wahrscheinlichkeitsverteilungen der physikalischen Größen ab. Die Maxwell-Boltzmann-Verteilung gibt beispielsweise die (Wahrscheinlichkeits-)Verteilung des Betrages der Teilchengeschwindigkeiten in einem idealen Gas wieder.

## Bewegung im mikroskopischen Maßstab
Die Vorstellung von punktförmigen Teilchen, die sich mit wohldefinierten Geschwindigkeiten auf einer Bahnkurve bewegen, ist in Wahrheit ein Modell, das nur ab einer gewissen Größe des Maßstabes tragfähig ist. Das Modell der Bahnkurve versagt beispielsweise bei der Bewegung von Elektronen in einem Atom, von Leitungselektronen in einem Metall, von Protonen und Neutronen in einem Atomkern oder von Photonen.
Um die genannten Situationen zu analysieren, muss man zur exakteren Darstellung, der Quantenmechanik, übergehen, in der man physikalische Objekte durch eine Wellenfunktion beschreibt. Aus der Wellenfunktion kann man ableiten, mit welcher Wahrscheinlichkeit sich ein Objekt an einem bestimmten Ort befindet oder eine bestimmte Geschwindigkeit hat. Die heisenbergsche Unschärferelation begrenzt dabei die Genauigkeit einer gleichzeitigen Messung von Ort und Geschwindigkeit; außerdem wirkt sich jede Messung auf die Wellenfunktion aus und verändert die zukünftige Zeitentwicklung der Wahrscheinlichkeiten.